# らぶでれーしょん!
『らぶでれーしょん！』は、SMEEより2009年10月23日に発売されたPC用アダルトゲームである。
恋愛アドベンチャーゲームである本作は、ヒロインの変化を題材としており、その一環として、個別ルートに入った後にヒロインが変化し、プレイヤーの好みに合わせてヒロインの髪型やアクセサリーを、選択肢の中から選択できる「激でれモード」が導入されている。
なお、本作はヒロイン同士の横のつながりが薄く、ハーレムルートを除き互いに顔を合わせることがないばかりか、誰か一人の個別ルートに入ると他のヒロインおよびその関係者は一切登場しなくなる。
また、ラブラブなカップルの描写が売りの本作であるが、主人公の標準名が無い（初期設定では「主人　公」と表記されている。このままプレイすることも可）ため、ヒロインを含めすべての人物が主人公のことを「あなた」「お前」などの一般的な二人称でしか呼ばなくなる。
2024年発売の『ラブピカルポッピー! Super Memorial Edition』にWindows 11対応版のDLカードが付属している。

## ストーリー
久しぶりに生まれ故郷の街に戻ってきた主人公は、前年まで女子校だった学園に男子1期生として入学する。圧倒的に女子が多い環境に主人公は恋の予感を期待するも、男子クラスに放り込まれてしまう。
それでも彼女を作る事をあきらめない主人公は、クラスメイトと騒がしい日常を過ごす中で、女の子との出会いを重ねていく。

## 登場人物
主人公(デフォルトネームなし)
本作の主人公。

### メインヒロイン
鳴河 千歳 (なるかわ ちとせ)
声：かわしまりの
主人公が引っ越す前によく一緒に遊んでいた、同い年の幼馴染。
元気ハツラツで活発な性格をしているが、かつては泣き虫だった。
そのスタイルと性格から男子からの告白は絶えないが、ある理由からすべて断り続けている。

水瀬 心 (みなせ こころ)
声： 岩泉まい
黒髪で品行方正と、上品な雰囲気を醸し出す同学年のお嬢様的な女の子。少し無知で天然なところもある。
その雰囲気ゆえに男女問わずファンが多く、一部の女子は親衛隊として男子側の過剰な行動を抑圧している。

橘 観美 (たちばな みみ)　
声： 春日アン
主人公の一つ上の先輩。
パティシエの父同様に自身もパティシエを目指しており、放課後はケーキ作りの勉強をしている。
当たりが強い時もあるが決して相手を見下しているわけではなく、相手と対等でありたいと考えているためである。

小日向 ひなの (こひなた ひなの)　
声：  まきいづみ
主人公の二つ上の先輩。
極度の男性恐怖症で、会話はおろか近くにいることすらままならないほど。
天然だが心やさしい性格をしており、飼育部という部活を立ち上げ、行き場をなくした動物たちの世話をしている。

### サブキャラクター
鈴原 亜希 (すずはら あき)　
声： 中島れおな
陽気で、ややはっちゃけ気味の千歳の親友。
彼女の行動に千歳が巻き込まれることが多いが、本心から千歳のことを気にかけている。

信条 葵 (しんじょう あおい)　
声：  紫苑みやび
主人公たち男子クラスの担任で、学園の長でもある。
熱血でスパルタだが、生徒思いの教師であり、男子クラスからの評価は悪くはない。

池 面太郎 (いけ めんたろう)　
声：  野菜太朗
主人公のクラスメイト。主人公、純の3人と行動していることが多い。
外見は良いのだが、3枚目的な行動が災いし、彼女はいない。

早乙女 純 (さおとめ じゅん)
声：  滝沢アツヤ
主人公のクラスメイト。主人公、面太郎と3人で行動していることが多い。
純情な性格の持ち主だが、生まれつきの強面が原因で、不遇な人生を送っている。

## スタッフ
- 原画：有河サトル　琴中ゆい　綾瀬はづき　紗倉みかん
- シナリオ：早瀬ゆう　よりは利葉
- 音楽：Angel Note
- 主題歌：「Cherry My Heart」（歌：神代あみ）

## 制作
デビュー作『リリミエスタ』と2作目の『晴れハレはーれむ』は外注スタッフ主体で行ってきたが、危機感を覚えた宅本うとにより、SMEE専属スタッフとしてライターの早瀬ゆうを呼んだ。このとき宅本は自分達の初心に帰ろうと考えた末、二次元ヒロインのかわいさを追求するという方針を立て、良質なシナリオはおまけと開き直る必要があると思ったとのちに述懐している。
また、SMEEの方向性の一つである「三次元の女の子をもとにした、二次元キャラの可愛さの追求」が本格化するのは次回作『ラブラブル 〜lover able〜』からだが、本作ではその片鱗がのぞいていた。

## 反響
本作の評判は良く、ユーザーからは主人公と男子生徒のやり取りを評価する声が多く寄せられた。
その一方、ユーザーから「つくりが雑だ」という意見も寄せられ、SMEE側も「ギャルゲーであるにもかかわらずゲーム開始から30分後になって初めて女性キャラクターが登場する」といった問題点を認めている。
また、宅本は2016年の「Game Headline」とのインタビューの中で、本作には今後につながる手ごたえがあったものの、売れなかったのは納得いかなかったと述懐している。
『らぶでれ』発売から少しあとに、SMEEは反省点を生かすべく『ラブラブル 〜lover able〜』の企画に取り掛かった。